# 종교의 진화 기원
종교의 진화 기원은 고대 인류가 종교관이나 원시 종교를 처음 가진 시점·사상이다. 이는 정신적 기원과 사회적 기원으로 분류할 수 있고, 각 종교가 가진 고유의 일화적 기원인 여러 창세 신화와는 구별된다.
종교의 기원을 해명하는 대처로는 인류의 진화의 과정에서 나타나는 종교적 행동에서 많은 정보를 얻을 수 있다. 인간이 처음으로 종교적으로 되었던 시기는 명확하지 않지만 종교적 행위의 신뢰할 수 있는 증거는 중기 구석기 시대 (5-30만 년 전)부터 발견되고 있다. 고대 이집트와 메소포타미아에서 종교는 성문화되어 종교사가 시작된다.
본 기사에서는 인류의 지능 향상에 수반해 처음 종교감이 생긴 시점부터 종교사가 시작될 때까지에 관해서, 가능한 한 다양한 시점에서의 논설을 나타낸다.

## 종교
종교적 행위는 여러 가지 형태로 세계 각지에서 볼 수 있지만, 종교는 세계의 모든 집단에서 볼 수 있는 휴먼 유니버설 현상이다. 다음과 같은 행위는 자주 공통되어 볼 수 있다:
- 초월적 존재, 초자연 현상, 뉴미너스 등의 개념이 있어, 통상은 유령, 악마와 신 같은 존재나, 마법이나 운세 같은 행위가 포함된다.
- 거의 항상 음악이나 춤을 따른 의식, 식전, 제
- 도덕, 선과 같은 사회적 규범의 지시
- 신화, 종교적 진리, 교의
- 제사장

## 영장류의 행동
현재 생존하고 있는 인류에 가장 가까운 친척은 침팬지와 보노보이다. 그들과 인류는 400만에서 600만 년전에 살아 있던 조상을 공유하고 있다. 따라서, 침팬지와 보노보는 이 공통 조상의 가장 좋은 대리자라고 볼 수 있다. 다만 종교의 진화적 발달의 이해에 영장류학을 이용하는 것에는 약간 논쟁이 있다. 바바라 킹은 그들은 전혀 종교적이지 않지만, 종교의 진화에 필요했던 몇 개의 특징을 가지고 있다고 주장하고 있다. 그 특징은 높은 지성, 예를 들면 상징적인 의사소통 능력, 사회규범의 감각, '자기'의 인식, 연속성의 개념 등이다.

### 도덕의 진화
프랑스 두 바르와 바바라 킹은 두 사람 모두 인간의 도덕심이 영장류에게 보여지는 사회성에서 발달했다고 생각하고 있다. 도덕은 인간에 고유의 형질이지만, 영장류, 돌고래, 고래처럼 많은 사회성 동물이 원시적인 도덕적 행동을 보이는 것은 잘 알려져 있다. 마이클 샤마에 의하면 다음과 같은 특징이 인간과 다른 사회성 생물 (특히 대형 유인원)에 공통되어 볼 수 있다고 여겨진다.
애정과 정, 협력과 상호 원조, 공감과 감정이입, 직접 및 간접적인 호혜 관계, 이타주의와 호혜적 이타주의, 대립의 해소와 중재, 기만과 기만의 인식, 공동체의 개념을 가져, 다른 사람이 자신을 어떻게 생각할까를 걱정해 공동체의 사회적 규칙의 반응을 인식한다.
두 바르는, 모든 사회적 동물은 가치 있는 집단 생활을 위해서 자기의 행동을 억제하거나 바꿔야 했다고 주장한다. 원시적인 도덕 감정은 개체의 자기본위주의를 억제해, 보다 협력적인 집단을 구축하는 방법으로서 영장류의 사회에서 진화했다. 그러나 개체의 행동이나 심리가 집단의 이익을 증대시키기 위해서 일하면 안이하게 생각할 수 없다. 사회성 생물에게 집단이란, 그것을 만들어 유지하는 것이 목적이 아니고, 번식 성공의 수단이다. 어떠한 사회적 생물이어도 이타적 무리의 일원인 것의 가치는 독신자인 것의 가치를 웃돌아야 한다. 예를 들면 무리의 결속의 결여는 구성원이 외부인으로부터 공격을 받기 쉬운 상황을 부를지도 모르다. 무리의 일부인 것은 음식을 찾아낼 가능성을 증대시킬지도 모르다. 이는 크고 위험한 사냥감을 넘어뜨리기 위해서 집단으로 사냥을 하는 동물에게는 분명하다.
모든 사회적 동물에는 사회적 계급이 있어, 각각의 구성원은 자신의 위치를 알고 있다. 사회 질서는 행동에 관한 일정한 규칙에 의해서 유지되어 지배적인 구성원은 벌을 통해 질서를 강하게 한다. 그러나보다 질서였던 영장류에게도 호혜성이나 불공평의 감각이 있다. 침팬지는 누가 바람직한 행동을 취해, 누가 부적절한 행동을 취했는지를 기억하고 있다. 예를 들면 침팬지는 이전에 털고르기를 해 준 개체에 음식을 나누어 주기 쉽다.
침팬지는 50 전후의 개체가 자주 분열, 융합을 반복하는 완만한 연결 안에서 산다. 인류의 조상도 같은 규모의 무리에서 살아 있었을 가능성은 있을 것이다. 현존하고 있는 수렵 채집민 사회의 규모에서 생각하면, 구석기 시대의 인류는 100-200의 개체가 연합하며 살고 있었다고 생각할 수 있다. 도덕은 100에서 200명의 집단에서 사회의 통제, 대립 해소, 집단의 단결의 수단으로서 발달했을지도 모르다.
두 바르에 의하면, 사람의 도덕에는 다른 영장류의 사회에서는 볼 수 없는 둘의 세련된 특징이 있다. 인간은 꽤 엄격한 보수, 벌, 평판의 구축으로 사회의 도덕 규범을 강제한다. 또 어느 정도의 판단과 도리를 이용한다. 이는 동물의 세계에서는 볼 수 없다.
심리학자 매트 J. 롯서노는 종교가 도덕으로부터 파생해, 개인의 행동의 사회적 감시를 대행하는 초자연적 존재를 포함할 때까지 확장되었다고 주장한다. 끊임 없이 감시하는 조상, 정령, 신을 사회 영역에 포함하는 것으로, 이기성을 억제해, 보다 협력적인 집단을 구축하는 효과적인 전략을 발견했다. 그는 종교의 적응적 가치는 집단의 성공에 있었다고 생각하고 있다
.

## 유사 이전의 종교의 증거

### 구석기 시대의 매장
호모 사피엔스 이전의 종교적 행위의 증거는 명확하지 않다. 종교적인 사고의 가장 초기의 증거는 사망자의 의식적인 매장이다. 대부분의 동물은 동종 개체의 죽음으로 태연한 관심을 향할 뿐이다. 따라서 인간의 죽음에의 조건은 독특하다. 의식적 매장은 인간 행동의 진화에 대해 중요하다고 생각되고 있다. 의식적 매장은 삶과 죽음의 인식, 내세나 사후의 생명의 신념을 의미하고 있다. 필립 리바먼은 '부장품을 수반하는 매장은 분명하게 종교적 습관과 일상생활을 넘은 죽음에의 관심을 의미하고 있다'라고 말한다. 무엇보다 초기의 사망자의 처리의 증거는 스페인의 아타프에르카에서 발견되고 있다. 이 장소에서 호모 하이데르베르겐시스라고 생각되는 30인분 넘는 인골이 동굴 내에서 발견됐다. 네안데르탈인은 의도적으로 사망자를 매장하는 첫 호모속일 가능성이 있다. 그들은 돌의 도구, 동물의 뼈와 함께 동료의 사체를 얕은 무덤에 묻었을지도 모르다. 이러한 부장품의 존재는 매장자에게의 감정적인 연결을 나타내, 어쩌면 사후의 생명에 대한 신념을 나타내고 있을 가능성도 있다. 네안데르탈인의 매장 자취는 이라크의 샤니다르, 크로아티아의 쿠라피나, 이스라엘의 케바라 동굴에서 발견되고 있다. 그러나 일부의 연구자는 비종교적인 이유로 묻혔을지도 모르다고 생각하고 있다. 다른 몇 명의 연구자는 (아마 종교적인) 매장에 가세해 네안데르탈인과 같은 중기 구석기 시대의 인류가 토템 신앙이나 동물 숭배를 실시하고 있었을지도 모르다고 주장한다. 에밀 베히라는 중기 구석기 시대의 동굴에서 발견되는 증거에 근거해, 당시의 네안데르탈인이 곰 신앙을 가지고 있던 것은 아닐까 주장하고 있다. 같은 인류의 증거는 10만 년 전의 것이 알려져 있어 적산화철로 착색된 인골이 발견되고 있다. 또 여러 가지 부장품이 매장지 자취로 발견되었다. 멧돼지의 아랫턱뼈를 인골을 손목에 차 있는 것이 발견되고 있다. 필립 리버맨은 이렇게 말한다:
부장품을 도입한 매장 의식은 10만 년 전에 아프리카에서 중동에 이주한 해부학적 현대인에 의해서 발명되었을지도 모른다.

### 상징의 사용

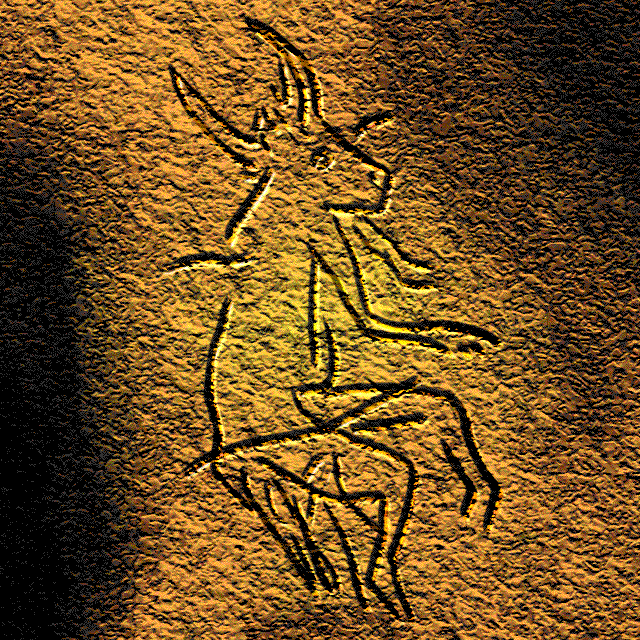
프랑스 도르도뉴주에서 발견된 반수반인의 동굴 벽화. 구석기 시대의 것

종교적 상징의 사용은 휴먼 유니버설 현상이다. 고고학자 스티븐 미즌은 창조신 이야기나 초자연적인 존재, 초자연적 발상의 상징으로서 종교적 습관은 상징을 포함하는 것이 일반적이라고 생각하고 있다. 초자연적 존재는 자연의 섭리에 반하기 때문에, 타인에게 전하거나 공유하는 것은 항상 곤란하다. 이 문제는 예술로 대표되는 물질적인 수단을 이용하는 것으로 극복할 수 있다. 물질의 형태에 변환되면, 초자연적 개념은 전해져 이해되는 것이 용이해진다.
종교와 예술의 연결을 고려하면, 발굴된 상징의 증거는 사람의 마음이 종교적 사고를 실시하는 능력이 있던 가능성을 나타내고 있다고 생각할 수 있다. 예술과 상징은 종교적 사고에 필요한 추상 개념과 상상력의 존재를 나타낸다. 베트르 밴 휴이스티는 불가시인 존재를 상징을 통해 해석하는 것으로 인류의 조상은 추상적인 신념을 가질 수 있었다고 생각하고 있다.
상징을 이용한 행동의 초기 증거의 몇 개인가는 아프리카의 중기 구석기 시대의 유적에서 발견되고 있다. 적어도 10만 년 전부터 적산화철 같은 안료를 이용하고 있던 증거가 있다. 안료는 수렵 채집에는 거의 실용적인 의미를 만들어내지 않는다. 따라서 그들이 안료를 이용하고 있던 것은 의식적인 목적이 있었기 때문이라고 생각되고 있다. 현재에도, 온 세상에서 잔존하고 있는 수렵 채집민의 상당수는 적산화철을 의식적인 용도에 이용하고 있다. 붉은 색은 어느 문명에서도 보편적으로 피, 섹스, 삶과 죽음을 나타내고 있다고 주장되고 있다.
적산화철의 사용을 상징의 대용이라고 보는 것은 너무나 간접적이라고 자주 비판된다. 리처드 클라인과 스티븐 미즌 같은 과학자는 예술의 명백한 존재는 추상 개념의 전형으로 인정할 뿐이다. 전기 구석기 시대의 동굴 예술은 석기 시대에서의 종교적 사고의 명백한 증거를 제공한다. 쇼베의 동굴 벽화에는 반신이 인간으로 반신이 동물의 생물이 그려져 있다. 이러한 신인 동형의 예는 보통, 샤머니즘적 습관과 관련하고 있다.

### 뇌의 진화
종교적인 마음은 뇌의 진화의 결과의 하나이며, 거기에 따라 종교적, 철학적 사고가 가능하게 되었다. 인류의 진화의 역사 중에서, 사람과의 뇌는 초기와 비교해서 3배가 되어, 50만 년전에 절정으로 달했다. 뇌의 거대화의 상당수는 신피질에서 일어났다. 뇌의 이 부분은 보다 높은 인지 기능의 정보 처리에 관계하고 있어, 종교 신앙에 필요하다. 신피질은 자기의식, 언어, 감정을 맡고 있다. 로빈 댄바의 이론에 의하면, 많은 종에서 신피질의 상대적인 크기가 사회성의 복잡함과 상관하고 있다. 신피질 크기는 몇 개의 사회적인 변수, 예를 들면 사회 집단의 규모나 구애 행동의 복잡함과 상관하고 있다. 침팬지에게는 신피질이 뇌의 50%를 차지하지만, 현대인에게는 그것이 80%이다. 댄바는 50만 년 전의 초기의 호모 사피엔스에서 신피질의 중대한 진화가 일어났다고 주장하고 있다. 그의 연구는 사람과의 현금종과 멸종종의 사회 행동에 구성된 신피질 크기의 회귀 분석에 근거한다.

### 도구의 사용
루이스 워르파트는 도구의 사용에서 태어난 사고가 종교의 진화에 중요한 역할을 완수했다고 주장하고 있다. 우선, 복잡한 도구의 작성은 실제로 도구를 만들기 전에 자연스럽게 존재하지 않는 물체를 마음에 그려야 한다. 게다가 도구가 어떻게 사용될지도 이해해야 한다. 그러기 위해서는 인과관계의 이해가 필요하다. 따라서 석기의 세련도의 정도는 종교의 원인 능력의 지침이 된다. 워르파트는 복수의 구성 요소를 가지는 도구 (예를 들면 도끼)의 사용이 원인과 결과를 이해하는 능력의 증거가 된다고 주장하고 있다.

## 언어와 종교
종교는 사람에게서 사람으로 전해지는 언어 같은 기호적 의사소통 제도를 필요로 한다. 필립 리바먼은 '사람의 종교적 사고와 도덕 감정은 분명하게 인지-언어 기능에 기인하고 있다'라고 말한다. 과학 작가인 니콜라스 웨드는 이렇게 말한다.
온 세상의 문화에서 볼 수 있는 행동의 대부분처럼, 종교는 5만 년 전, 아프리카에서 분산하기 전의 조상 인류의 사람들의 사이에 존재한 것임에 틀림없다. 종교 의식은 통상, 매우 구두적인 음악이나 춤을 포함하지만, 종교적 진리는 정해져야 한다. 만약 그러면 종교는 언어의 출현에 선행할 수 없다. 이전에는 출아프리카 직전에 현대적인 형태의 언어가 획득되었다고 주장되고 있었다. 종교가 명석한 현대적인 언어의 진화를 기다려야 했다고 하면, 5만 년보다 바로 앞에 출현했을 것이다.

## 조직 종교의 기원
| 시대: 년 전    | 사회 종류   | 구성 인구          |
| -------------- | ----------- | ------------------ |
| 100,000-10,000 | 소집단      | 10s-100s           |
| 10,000-5000    | 부족        | 100s-1,000s        |
| 5,000-3,000    | 수장제 국가 | 1,000s-10,000s     |
| 3,000-1,000    | 영방 국가   | 10,000s-100,000s   |
| 1,000-현재     | 제국        | 100,000-1,000,000s |

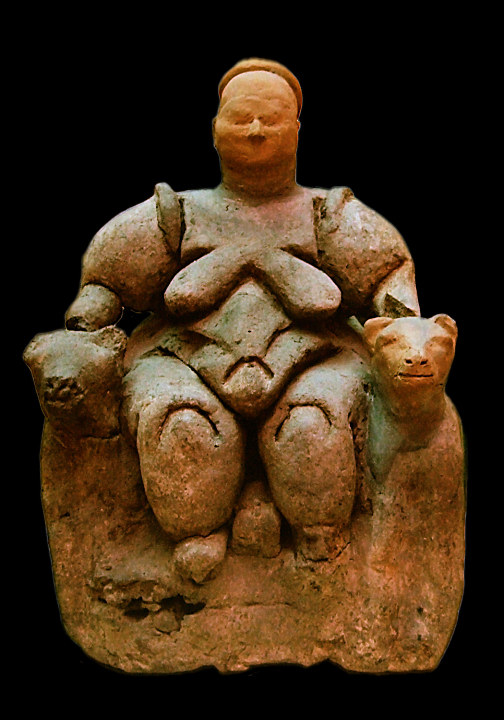
체탈 휴유크 어머니 신상. 2마리의 사자 (또는, 고양이과 동물)가 겨드랑이에 있다. 신석기 시대의 물건

조직 종교는 그 기원을 근동에서 일어난 1만 1천 년 전의 농업혁명에까지 거슬러 올라가지만, 세계의 각지에서 독립해 같은 사건이 일어났을지도 모른다. 농업의 발명은 수렵 채집 생활에서, 정주 경향이 강한 생활 방식으로 인류의 사회를 변혁했다. 농업혁명의 결과 인구는 폭발해, 기술 개발의 속도는 가속했다. 식량을 모으기 위한 이주 집단에서 영토제 국가나 제국에의 이행은 새로운 사회적, 정치적 환경을 반영했던 것보다 전문화되어 발달한 종교의 탄생을 촉진했다. 소집단이나 부족이 초자연 신앙을 유지하고 있었지만, 그러한 신앙은 권력자의 지배권이나 부의 이동을 정당화하거나 무관계한 개인 사이에서의 평화를 유지하는 데는 도움이 되지 않는다. 조직 종교는 다음처럼 사회적, 경제적 안정을 제공하는 수단이 되었다.
- 영주 지배 하에 있는 백성에게 사회나 안전 서비스를 제공하는 담보로 세의 징수권을 지배자에게 인정하는 것을 정당화했다.
- 소집단이나 부족은 혈연 관계에 있는 소수의 사람들에서 생긴다. 그러나 나라 같은 보다 큰 집단은 몇 천의 무관계한 개인에서 생긴다. 쟈레드 다이아몬드는 조직 종교가, 그것이 없으면 적대적인 관계에 빠지기 쉬운 무관계의 개인끼리에게 관계를 제공했다고 주장한다. 그는 수렵 채집 민족의 사회로의 주요한 사인이 살인이었다고 주장하고 있다[26].

농업혁명에서 태어난 나라 (고대 이집트나 고대 메소포타미아 같은)는 수장, 왕, 황제가 정치적과 정신적인 이중의 지도자를 연기하는 신권 정치였다. 인류학자는 실질적으로 모든 영토적 사회와 수장제 국가가 종교적 권위를 통해 정치적 권력을 정당화하고 있는 것을 발견했다.

### 필기와 상상력
농업혁명에 이어, 3500년 전의 필기의 발명은 기술 개발의 속도를 가속시켰다. 필기는 슈메이르나 이집트에서 발명되어 처음은 설명을 위해서 이용되고 있었다고 생각되고 있다. 곧 필기는 신화를 기록하기 위해서 이용되게 되었다. 최초의 종교적인 기술은 종교사의 시작을 나타낸다. 고대 이집트에서 발견된 피라미드 문서는 알려져 있는 가운데 가장 낡은 종교적 기술의 하나로, 기원전 2400-2300년 경의 물건이다. 필기는 종교적 습관에 영속 불변의 개념을 주어 조직 종교의 유지에 중요한 역할을 완수했다.

## 인지 과학적 연구
댄 스펠벨은 처음으로, 교의와 같은 형이상적 개념이 사실이든 아니든에 관련되지 않고, 종교는 인간의 뇌의 산물이며 과학적 탐구의 대상이 된다고 주장했다.

### 종교의 진화 심리학
진화 심리학은 심장이나 귀나 면역계처럼, 인지 능력에도 유전적 기반이 있어, 따라서 자연선택에 의해서 진화했다는 가정에 근거한다. 종교는 인류의 역사의 초기에 뇌의 구조가 진화한 일에 의해서 만들어졌다는 일반적인 합의가 인지 과학인 사이에 있다. 그러나 종교적 정신의 진화를 구동한 방법에 대해서는 논의가 있다. 두 개의 주류인 설은 어느 쪽이나, 종교는 자연선택에 의해서 진화했다고 생각하고 있지만, 한 쪽은 종교 그 자체가 선택 위의 유리함을 가져왔다고 생각하며 다른 한 쪽은 종교가 다른 정신적 적응의 부산물이라고 생각하고 있다. '다른 정신적인 적응'에는 다음과 같은 능력이 포함될지도 모른다:
- 위험을 더해 올 가능성이 있는 존재를 추론 (해 발견)하는 능력
- 자연의 사건에 원인이 될 것 같은 이야기를 비치 (원인 요법처럼) 대응하는 능력
- 다른 사람에게는 각각의 마음이 있어, 각각의 신념·욕구·의도가 있는 것을 인정하는 능력 (마음의 이론)
- 특정 행위가 위험,또는 자연의 사건에 변화를 주었다는 믿음 ( 제사의 시작 )

인지 심리학자는 사람이 선천적으로 가지는 몇 개의 세계를 이해하기 위한 능력, 소박 심리학이나 소박 물리학, 소박 생물학 등의 개념이나 실체 이원론을 좋아하는 경향이 종교 개념의 기반이 되고 있다고 추측하고 있다. 포식자를 재빠르게 자동적으로 찰지하는 능력은 소유자의 생존 가능성을 높이지만, 그것은 바람의 소리나 구름에 떠오른 인형의 모양에도 반응할지도 모르다. 그러나 그러한 오작동에는 진화적인 비용이 들지 않는다. 이러한 적응은 인간이 빨리는 설명할 수 없었던 많은 사상, 예를 들면 번개, 폭풍우, 태양이나 달의 움직임, 생명의 복잡함 등에 의도를 가진 행위자의 존재를 상상하는 것을 가능하게 한다.
심리학자 스티븐 핑커에게는 종교적 신념으로 향하는 보편적인 경향은 실로 과학적인 수수께끼이다. 그는 종교를 적응이라고 볼 수 있는 기준을 만족 시키지 않고, 종교적인 심리는 조상의 생존을 도운 다른 정신적 적응의 부산물이라고 생각하고 있다. 한 편 D. S. 윌슨은 종교가 집단의 생존을 도운 군선택적 현상이라고 주장하고 있다.

### 심리적 과정
종교 인지 심리학은 종교적 사고와 종교적 습관의 배후에 있는 심리적 과정을 해명하려고 시도하는 새로운 연구 분야이다. 이 분야의 선구자인 인지 인류학자 댄 스펠벨, 스코트 애트런의 연구에 근거한다. 두 사람은 처음으로, 종교적 인식이 (예를 들면 사고나 감정 같은) 실체가 없는 영역에 도착하고, 인상적이고 기억에 멈추도록 일하는 다른 여러 가지 정신적인 적응의 부산물이며, 목적론적으로 일하는 사람의 마음의 산물은 아닐까 주장했다. 또 애트런은 종교적 개념이, 사람으로 태어나 다해 갖춰진 현실 세계를 이해하기 위한 지식, 소박 심리학 (마음의 이론: 다른 사람에게도 의도가 있는 것을 이해한다), 소박 물리학 (물리 법칙을 이해한다), 소박 생물학 (생물과 비생물을 이해한다)의 산물이라고 추측하고 있다.
두 명의 연구에 근거해 파스컬 보이어는 종래의 종교의 기원에 대한 설명, 즉 1. 종교는 설명을 준다. 2. 종교는 평온함을 준다. 3. 종교는 사회를 만든다. 4. 종교는 인지적 착오이다. 의 4개를 검토했다. 보이어의 시점에 의하면, 1. 사람은 필요가 있어 설명하는 것이며, 설명을 주고 싶다는 정동에 자극을 받아 설명하는 것은 아니다. 또 어떤 일이라도 설명되는 것은 아니다 (예를 들면 왜 벌을 받았는지는 설명의 대상이 되어도, 신은 구체적으로 어떠한 방법으로 벌을 맞히는지는 의문시되지 않는다) 2. 종교 자신이 공포를 부추기는 것은 드물지 않다. 3. 필요성이 있는 것으로, 제도가 만들어지는 것은 같지 않다. 4. 모든 엉뚱한 개념이 받아 들여지는 것은 아니고, 받아 들여지기 쉬운 개념과 그렇지 않은 개념은 구별할 수 있다. 이러한 종래의 설명은 종교의 이해에 도움이 되지만, 기원의 설명으로서는 충분하지 않다고 지적한다.
종교적 개념은 약간 현실 세계의 통상의 법칙 (특히 소박 물리학이나 소박 심리학)을 침해한다. 보이어와 져스틴 바렛트의 실험에서는 전능의 신을 설명하도록 구할 수 있으면, 빌어야 생각이 통하는, 동시에 하나의 행동 밖에 할 수 없다고 하도록, 사람들은 전능의 신이어도 인간으로부터 동떨어진 존재로서 상상하지 않았다. 그러한 몇 안 되는 있을 수 없음이 사람의 마음에 잊기 어렵다는 인상을 주는 것이라고 보이어는 생각해 신학적 타당성(PC를 기념하여 TC)이라고 이름 붙였다. 종교 개념은 문화의 전달자로서 사람의 마음으로 만들어 내져 계승해져서 가 그 과정에서 보다 잊기 어렵게 받아 들여지기 쉬운 (TC로서 보다 타당한) 개념은 빈도를 더해 간다.
보이어는 종교의 여러 가지 성분, 의식이나 초자연적 개념, 규범의 지시, 장의나 죽음에의 설명 등에 대해서, 각각이 다른 인지 능력에 기인하고 있어 다른 기원을 가져, 따라서 현재 볼 수 있는 종교의 기원을 설명하는 단일의 이론은 존재하지 않는다고 말하고 있다.

## 같이 보기
- 종교사
- 종교의 연표
- 종교심리학
- 종교사회학
- 주술적 사고

## 관련 서적

### 일본 서적
- 스티븐 미즌 '마음의 선사시대' 오즈치사 1998년 ISBN 4791756533
- 니콜라스 웨드 '5만 년 전' 이스트 프레스 2007년 ISBN 9784872578287
- 파스컬 보이어 '신은 왜 있나?' NTT 출판 2008년 ISBN 4757101740

### 양서
- Churchward, Albert. (1924) The Origin and Evolution of Religion (2003 reprint: ISBN 978-1930097506).
- Cooke, George Willis. (1920) The Social Evolution of Religion.
- Hefner, Philip. (1993) The Human Factor: Evolution, Culture, and Religion. Minneapolis: Fortress Press.
- Hopkins, E. Washburn. (1923) Origin and Evolution of Religion
- King, Barbara. (2007) Evolving God: A Provocative View on the Origins of Religion. Doubleday Publishing. ISBN 0385521553.
- Lewis-Williams, David (2002) The mind in the Cave: Consciousness and the Origins of Art. Thames & Hudson, ISBN 0500051178
- Mithen, Steve. (1996) The Prehistory of the Mind: The Cognitive Origins of Art, Religion and Science. Thames & Hudson. ISBN 0-500-05081-3.
- McClenon, James (2002), 《Wondrous Healing: Shamanism, Human Evolution, and the Origin of Religion》, Northern Illinois University Press, ISBN 0875802842 {Reviewed here by Journal of Religion & Society)
- Parchment, S. R. (2005) "Religion And Its Effect Upon Human Evolution", in: Just Law of Compensation ISBN 1564596796.
- Reichardt, E. Noel. (1942) Significance of Ancient Religions in Relation to Human Evolution and Brain Development
- Wade, Nicholas. (2006) Before the Dawn: Recovering the Lost History of Our Ancestors. The Penguin Press ISBN 1-59420-079-3.
- Alfred North Whitehead (1926) Religion in the Making. 1974, New American Library. 1996, with introduction by Judith A. Jones, Fordham Univ. Press.
- Lewis Wolpert. (2007) Six Impossible Things Before Breakfast: The Evolutionary Origins of Belief. New York:W.W. Norton.